# Laubsängerartige
Die Laubsängerartigen (Phylloscopidae) sind eine Familie kleiner, schlanker Singvögel und beinhalten nach aktueller Systematik als einzige Gattung die Laubsänger (Phylloscopus).
Die Anzahl der Gattungen in dieser Familie ist gegenwärtig umstritten. Der International Ornithological Congress, das Handbook of the Birds of the World und die HBW and BirdLife International Illustrated Checklist, die als Vorlage für die IUCN-Klassifizierung gilt, führen die Familie als monogenerisch. Bei anderen Autoren variiert die Anzahl der Gattungen zwischen zwei und neun.
Lange Zeit galten die Laubsängerartigen als Vertreter der Grasmückenartigen (Sylviidae). Die Familie Phylloscopidae wurde 2006 im Rahmen einer Neuordnung der Familie der Grasmückenartigen aufgestellt, da sich diese in ihrer alten Zusammensetzung als polyphyletisch erwiesen hatte. Da einige Autoren die Familie in mehrere Gattungen aufteilen, wird die Familie zur Abgrenzung von der Gattung der Laubsänger weiterhin auch „Laubsängerartige“ genannt.

## Beschreibung

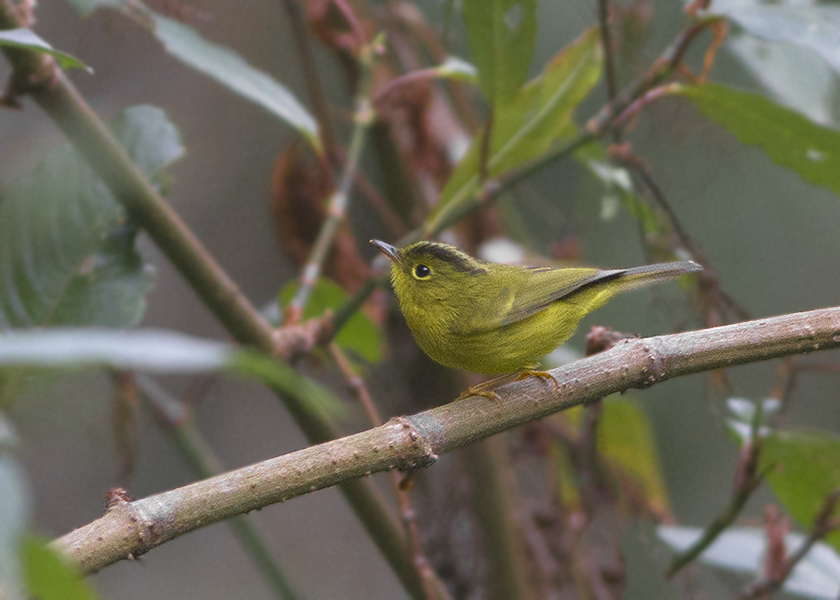
Goldbrillen-Laubsänger (Phylloscopus burkii): eine asiatische Laubsänger-Art der vormaligen Gattung Seicercus

Laubsänger sind schlanke, kleine bis mittelgroße Vögel vom „Zweigsänger“-Typ (engl. warbler type) mit Körpergrößen im Bereich von 9 bis 14 cm.; verglichen mit Grasmücken (Sylvia) sind sie proportional etwas kurzschwänziger und langbeiniger. Der Schnabel ist schmal. Das Gefieder vieler Arten, insbesondere der Gattung Phylloscopus im engeren Sinne, ist unauffällig grau-braun bis grünlich; viele Arten ähneln sich sehr. Das Gefieder ist überwiegend gelb, grün oder braun, die Unterseite ist meist deutlich aufgehellt. Einige asiatische Arten zeigen helle Flügelbänder, weiße Außenfedern des Schwanzes sowie einen hellen Überaugenstreif und einen hellen Bürzel. Die Arten, die früher in der Gattung Seicercus geführt wurden, sind etwas farbenfroher mit oft grünen Flügeln und gelben Bäuchen. Gemeinsames Merkmal aller Arten ist außerdem ein fehlender Geschlechtsdimorphismus hinsichtlich der Färbung, auch die Jugendkleider unterscheiden sich nicht von den Adultkleidern. Der Schwanz umfasst 12 Steuerfedern und ist am Ende meist gerade. Der Gesang vieler Arten ist auffällig und oft das einfachste Bestimmungsmerkmal.

## Verbreitung und Lebensraum
Die Familie ist in Europa, Asien und Afrika verbreitet; nur eine Art, der Wanderlaubsänger (Phylloscopus borealis) erreicht mit Alaska auch Amerika. Die meisten Arten leben in Ostasien. Fast alle Arten bewohnen Laub- und Nadelwälder, in Asien besiedeln einige Arten auch Gebüsche oberhalb der Baumgrenze. Manche Arten leben zur Brutzeit auch in parkartigen Landschaften oder Gebüschen. Sie halten sich in Bäumen vorwiegend im Kronenbereich auf, wo sie sich rasch umherhüpfend bewegen oder bei kurzen zielgerichteten Jagdflügen zu beobachten sind.
Als Insektenfresser sind viele Arten ausgeprägte Zugvögel mit Winterquartieren in Afrika oder Süd- und Südostasien. Einige Arten wandern allerdings auch nur von höheren Lagen während der Brutzeit in niedrigere Lagen, andere sind Teilzieher oder sogar Standvögel.
Im deutschsprachigen Raum sind aus der Familie der Zilpzalp und der Fitis weit verbreitet und häufig. Der Waldlaubsänger lebt als Vogel der geschlossenen Buchen-, Eichen- und Mischwälder eher unauffällig, ist weniger häufig, aber bei abnehmender Zahl noch weit verbreitet. Der Berglaubsänger ist in Mitteleuropa ein typischer Vogel der Nadel- und Eichenwälder der Alpen und angrenzender Mittelgebirge. Der Grünlaubsänger hat sein Brutgebiet in den letzten Jahrzehnten von Russland aus weiter nach Westen ausgebreitet, so dass es immer wieder zu vereinzelten Brutnachweisen in Deutschland (Mecklenburg-Vorpommern, Helgoland, Harz) kommt. Weitere Arten mit asiatischen Brutgebieten erreichen regelmäßig als Irrgäste während der Zugzeit den deutschsprachigen Raum, so der Gelbbrauen-Laubsänger recht häufig und gelegentlich auch Goldhähnchen-Laubsänger, Dunkellaubsänger, Bartlaubsänger und Tienschan-Laubsänger. Der Taigazilpzalp, der auch im europäischen Teil Russlands brütet, und der Iberienzilpzalp galten beide früher als Unterarten des Zilpzalp und werden regelmäßig bis zunehmend häufig als festgestellt. Der Wanderlaubsänger, der auch in Fennoskandinavien brütet, und der mit dem Berglaubsänger eng verwandte Balkanlaubsänger, der nördlich bis Kroatien verbreitet ist, sind trotz der Nähe von Teilen ihrer Brutgebiete zum deutschsprachigen Raum bisher nur sehr selten als Irrgäste dort nachgewiesen worden.

## Fortpflanzung
Das Nest wird auf dem Boden, dicht über dem Boden oder in mittlerer Höhe auf Bäumen angelegt. Die Nester sind geschlossen und haben einen seitlichen Eingang. Die Eier sind reinweiß oder auf weißen Grund schwach braun oder rötlich gefleckt.

## Systematik
Die von Per Alström et al. ab 2005 durchgeführten molekulargenetischen Untersuchungen führten zu einer völligen Neuordnung der Vögel vom „Zweigsänger“-Typ, von denen viele vormals in der sehr umfangreichen Familie (etwa 440 Arten) der Zweigsänger (Sylviidae im damaligen Sinne) eingeordnet waren. Die Untersuchungen haben gezeigt, dass diese Gruppe allerdings kein monophyletisches Taxon darstellt, sondern nur eine Zusammenstellung äußerlich ähnlicher Arten ist. Die alte Familie wurde daher in zahlreiche neue Familien aufgeteilt, darunter u. a. die Grasmückenartigen (Sylviidae im heutigen Sinne) und die Laubsängerartigen. In einen größeren Zusammenhang gestellt finden sich die meisten Arten der alten Familie der Zweigsänger – insbesondere die Laubsängerartigen – nun in der Überfamilie der Sylvioidea, die aber noch weitere Familien beinhaltet, die nicht in der alten Familie der Zweigsänger enthalten waren (u. a. Lerchen, Schwalben und Bülbüls). Ziel der Neuordnung war es, dass sowohl die Überfamilie als auch die darin enthaltenen Familien monophyletische Taxa bilden. Die innere Systematik der Überfamilie kann dabei als noch nicht abschließend erforscht angesehen werden; Änderungen vor allem innerhalb der einzelnen Familien sind zu erwarten.
Die Familie der Laubsängerartigen enthält nach heutigem Stand (2022) nur eine Gattung (Phylloscopus) und etwa 80 Arten. Eine vormalige Aufteilung in zwei Gattungen:
- Laubsänger (Phylloscopus) (Typusgattung, insgesamt 66 Arten)
- Goldbrillenlaubsänger (Seicercus) (11 Arten)

wird nicht mehr unterstützt, da die Einteilung der Familie in diese Gattungen offenbar paraphyletisch ist. Daher wird in Veröffentlichungen neueren Datums die Familie entweder in vier bis neun Gattungen unterteilt oder als monogenerisch betrachtet.

### Arten

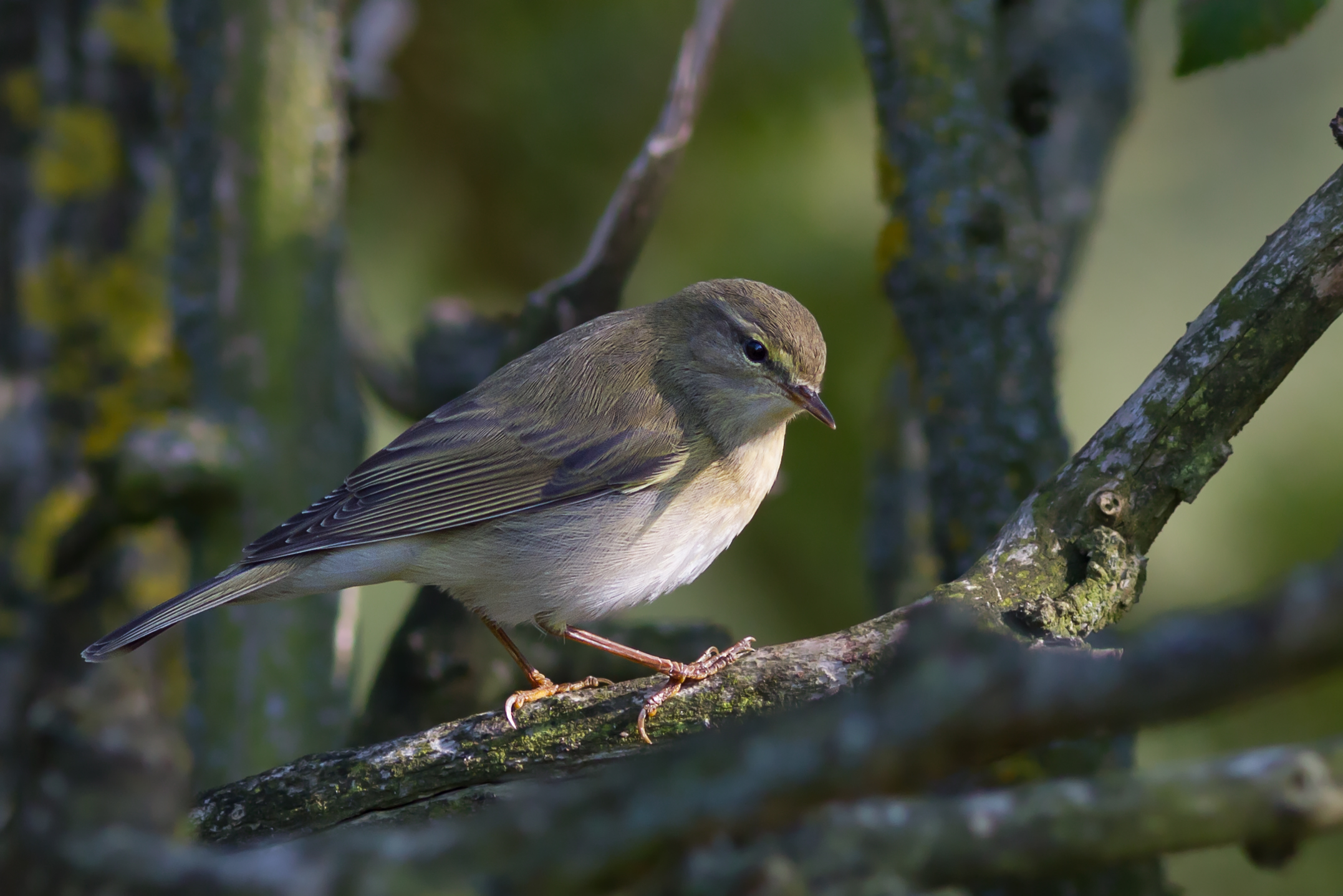
Berglaubsänger (Phylloscopus bonelli)

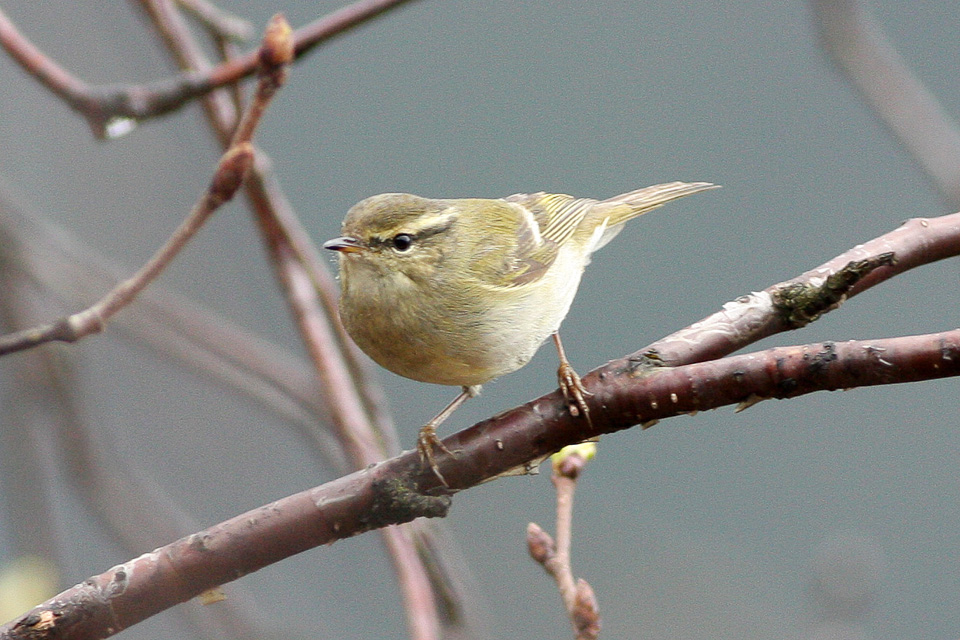
Tienschan-Laubsänger (Phylloscopus humei)

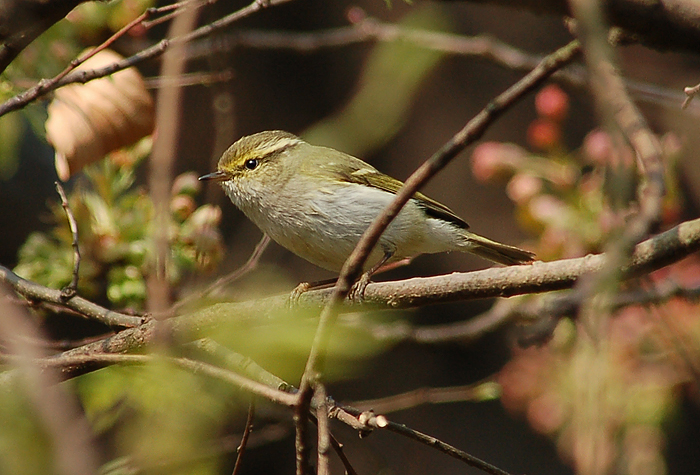
Goldhähnchen-Laubsänger (Phylloscopus proregulus)

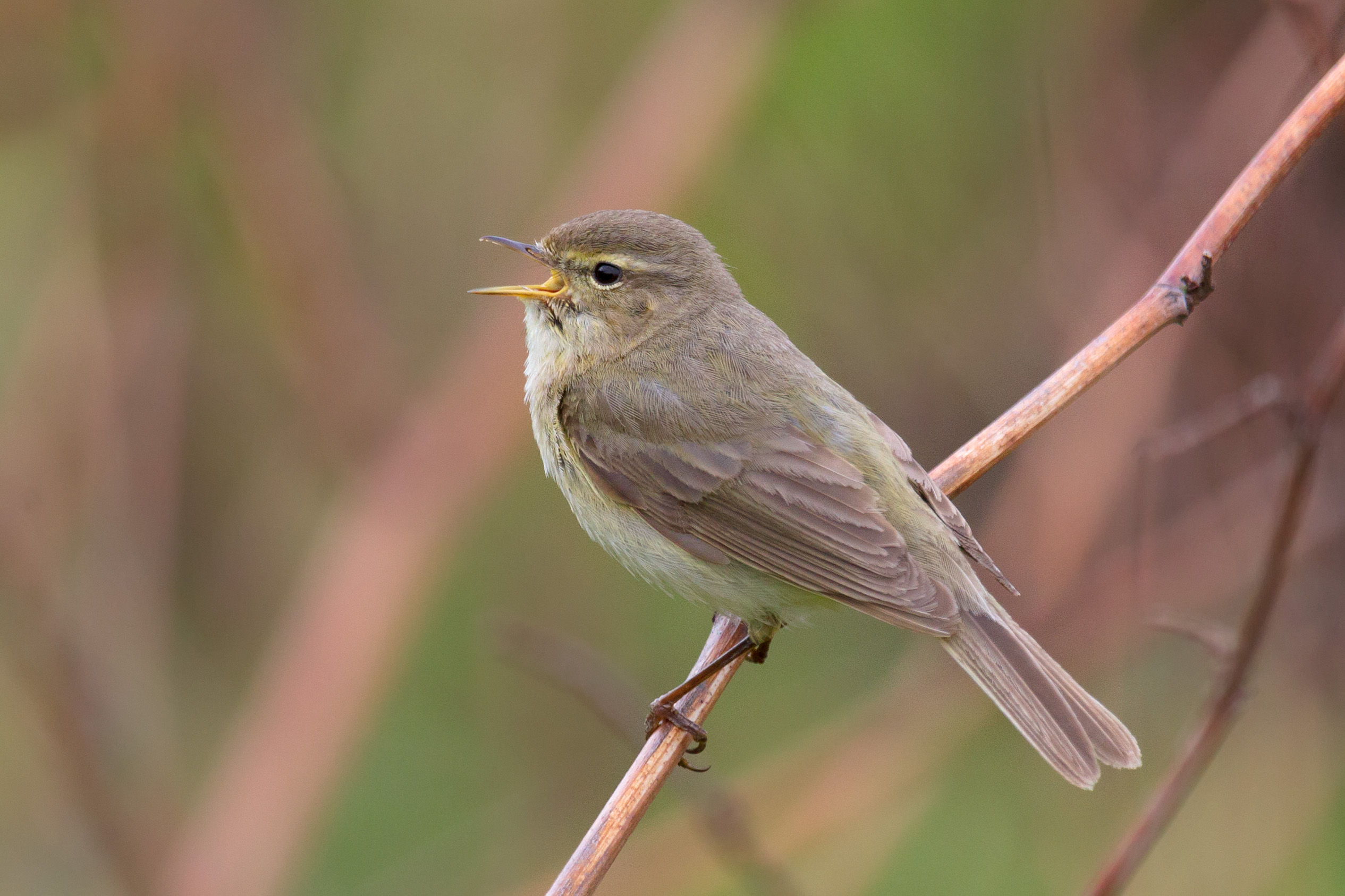
Zilpzalp (Phylloscopus collybita)

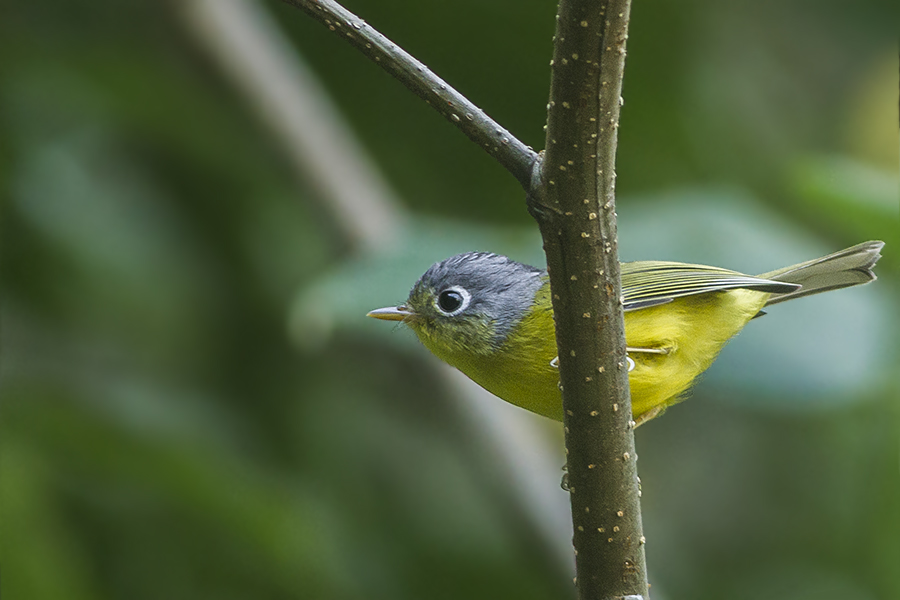
Ausgesprochen bunt: der Himalajalaubsänger (Phylloscopus affinis)

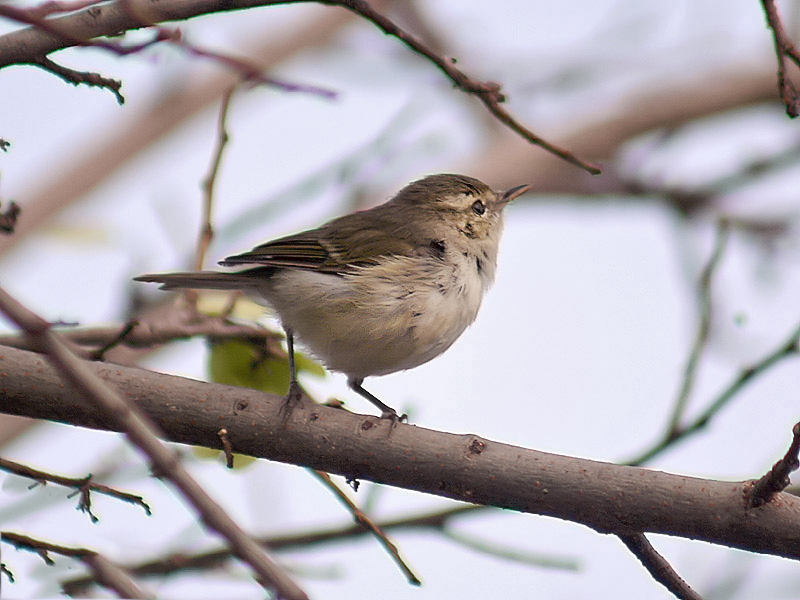
Grünlaubsänger (Phylloscopus trochiloides)

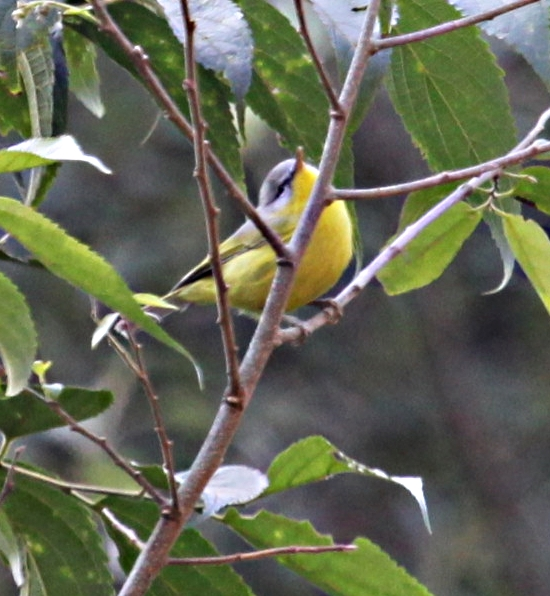
Graukopf-Laubsänger (Phylloscopus xanthoschistos)

Eine umfangreiche molekulargenetische Studie der Familie der Laubsängerartigen von Alström et al. aus dem Jahr 2018 hat die phylogenetische Struktur der Familie bis auf Artebene aufgeklärt. Darin finden sich die von einigen Autoren als Gattungen beschriebenen Gruppen der Familie tatsächlich als Kladen wieder. Die Autoren sprechen sich zurzeit dennoch gegen eine Aufteilung der Familie in mehrere Gattungen aus, ein Vorschlag dem zurzeit (2018) auch die IOC und das HBW (und daher dieser Artikel) und die aktuelle Clements Checklist folgt. Die folgende Artenliste der Familie ist, um die Verwandtschaftsverhältnisse innerhalb der Familie zu strukturieren, nach der von Dickinson und Christides in der Howard and Moore Complete Checklist of the Birds of the World und Winkler, Lovette und Billerman in Bird Families of the World vorgenommenen Aufspaltung in vier Gattungen gegliedert (als „H&M-Gattung“ bezeichnet und mit der entsprechenden Klade nach Alström gekennzeichnet). Die alte Gattung Seicercus ist in diesem Sinne auf über 50 Arten angewachsen („sensu lato“) und steht basal in der Familie allen anderen Arten als Schwestergruppe gegenüber. Die Gattung Phylloscopus ist in diesem Sinne auf etwa 15 Arten reduziert („sensu stricto“) und ist Schwestergruppe der zehn Arten umfassenden Gattung Abrornis. Beide zusammen bilden die Schwestergruppe der nur drei Arten umfassenden Gattung Rhadina.
Kladogramm:
|  | H&M-Rhadina |
|  |             |

| Alström-Klade W | H&M-Abrornis                     |
|                 | H&M-Abrornis                     |
| Alström-Klade U | H&M-Phylloscopus „sensu stricto“ |
|                 | H&M-Phylloscopus „sensu stricto“ |

|  | H&M-Rhadina |
|  |             |

| Alström-Klade W | H&M-Abrornis                     |
|                 | H&M-Abrornis                     |
| Alström-Klade U | H&M-Phylloscopus „sensu stricto“ |
|                 | H&M-Phylloscopus „sensu stricto“ |

|                   | \| Alström-Klade A-O \| H&M-Seicerus „sensu lato“ \| \| \| H&M-Seicerus „sensu lato“ \| |
|                   |                                                                                         |
| Alström-Klade A-O | H&M-Seicerus „sensu lato“                                                               |
|                   | H&M-Seicerus „sensu lato“                                                               |

| Alström-Klade A-O | H&M-Seicerus „sensu lato“ |
|                   | H&M-Seicerus „sensu lato“ |

|  | H&M-Rhadina |
|  |             |

| Alström-Klade W | H&M-Abrornis                     |
|                 | H&M-Abrornis                     |
| Alström-Klade U | H&M-Phylloscopus „sensu stricto“ |
|                 | H&M-Phylloscopus „sensu stricto“ |

|  | H&M-Rhadina |
|  |             |

| Alström-Klade W | H&M-Abrornis                     |
|                 | H&M-Abrornis                     |
| Alström-Klade U | H&M-Phylloscopus „sensu stricto“ |
|                 | H&M-Phylloscopus „sensu stricto“ |

|                   | \| Alström-Klade A-O \| H&M-Seicerus „sensu lato“ \| \| \| H&M-Seicerus „sensu lato“ \| |
|                   |                                                                                         |
| Alström-Klade A-O | H&M-Seicerus „sensu lato“                                                               |
|                   | H&M-Seicerus „sensu lato“                                                               |

| Alström-Klade A-O | H&M-Seicerus „sensu lato“ |
|                   | H&M-Seicerus „sensu lato“ |

H&M-Rhadina (Alström-Klade X) (3 Arten)
- Balkanlaubsänger (Phylloscopus orientalis)
- Berglaubsänger (Phylloscopus bonelli)
- Waldlaubsänger (Phylloscopus sibilatrix)

H&M-Abrornis (Alström-Klade W) (10 Arten)
- Yunnanlaubsänger (Phylloscopus yunnanensis)
- Brookslaubsänger (Phylloscopus subviridis)
- Gelbbrauen-Laubsänger (Phylloscopus inornatus)
- Tienschan-Laubsänger (Phylloscopus humei)
- Gelbbürzel-Laubsänger (Phylloscopus chloronotus)
- Sichuanlaubsänger (Phylloscopus forresti)
- Kansulaubsänger (Phylloscopus kansuensis)
- Goldhähnchen-Laubsänger (Phylloscopus proregulus)
- Goldbinden-Laubsänger (Phylloscopus pulcher)
- Graukehl-Laubsänger (Phylloscopus maculipennis)

H&M-Phylloscopus „sensu stricto“ (Alström-Klade U) (14 Arten)
- Dunkellaubsänger (Phylloscopus fuscatus)
- Rußlaubsänger (Phylloscopus fuligiventer)
- Blasskehl-Laubsänger (Phylloscopus subaffinis)
- Fitis (Phylloscopus trochilus)
- Iberienzilpzalp (Phylloscopus ibericus)
- Zilpzalp (Phylloscopus collybita)
  - Taigazilpzalp (Phylloscopus collybita tristis), von manchen Autoren als eigene Art (Phylloscopus tristis) geführt
- Kanarenzilpzalp (Phylloscopus canariensis)
- Bergzilpzalp (Phylloscopus sindianus)
- Eichenlaubsänger (Phylloscopus neglectus)
- Dünnschnabel-Laubsänger (Phylloscopus tytleri)
- Pamirlaubsänger (Phylloscopus griseolus)
- Himalajalaubsänger (Phylloscopus affinis)
  - Westchina-Laubsänger (Phylloscopus	affinis occisinensis), wird von manchen Autoren als eigene Art geführt, nach neuesten genetischen Untersuchungen aber von der Mehrheit wieder als konspezifisch mit dem Himalayalaubsänger angesehen
- Davidlaubsänger (Phylloscopus armandii)
- Bartlaubsänger (Phylloscopus schwarzi)

H&M-Seicercus „sensu lato“ (Alström-Kladen A-O) (53 Arten)
- Silberbrillen-Laubsänger (Phylloscopus intermedius)
- Grauwangen-Laubsänger (Phylloscopus poliogenys)
- Goldbrillen-Laubsänger (Phylloscopus burkii)
- Grauscheitel-Laubsänger (Phylloscopus tephrocephalus)
- Martenslaubsänger (Phylloscopus omeiensis)
- Alström-Laubsänger (Phylloscopus soror)
- Bianchilaubsänger (Phylloscopus valentini)
- Whistlerlaubsänger (Phylloscopus whistleri)
- Luzonlaubsänger (Phylloscopus cebuensis)
- Philippinenlaubsänger (Phylloscopus olivaceus)
- Kronenlaubsänger (Phylloscopus coronatus)
- Ijimalaubsänger (Phylloscopus ijimae)
- Umbralaubsänger (Phylloscopus umbrovirens)
- Budongolaubsänger (Phylloscopus budongoensis)
- Schwarzscheitel-Laubsänger (Phylloscopus herberti)
- Braunwangen-Laubsänger (Phylloscopus laetus)
- Lauralaubsänger (Phylloscopus laurae)
- Rotscheitel-Laubsänger (Phylloscopus ruficapilla)
- Rotkopf-Laubsänger (Phylloscopus castaniceps)
- Javalaubsänger (Phylloscopus grammiceps)
  - Sumatralaubsänger (Phylloscopus grammiceps sumatrensis), von manchen Autoren als eigene Art (Phylloscopus sumatrensis) geführt
- Gelbbauch-Laubsänger (Phylloscopus montis)
- Emeilaubsänger (Phylloscopus emeiensis)
- Wacholderlaubsänger (Phylloscopus nitidus)
- Grünlaubsänger (Phylloscopus trochiloides)
- Middendorff-Laubsänger (Phylloscopus plumbeitarsus)
- Wanderlaubsänger (Phylloscopus borealis)
- Kamtschatkalaubsänger (Phylloscopus examinandus)
- Japanlaubsänger (Phylloscopus xanthodryas)
- Sachalinlaubsänger (Phylloscopus borealoides)
- Ussurilaubsänger (Phylloscopus tenellipes)
- Schluchtenlaubsänger (Phylloscopus magnirostris)
- Karstlaubsänger (Phylloscopus calciatilis)
- Gelbbrust-Laubsänger (Phylloscopus cantator)
- Goldscheitel-Laubsänger (Phylloscopus ricketti)
- Claudialaubsänger (Phylloscopus claudiae)
- Streifenkopf-Laubsänger (Phylloscopus reguloides)
- Dachskopf-Laubsänger (Phylloscopus occipitalis)
- Hartertlaubsänger (Phylloscopus goodsoni)
- Südsee-Laubsänger (Phylloscopus trivirgatus)
- Negroslaubsänger (Phylloscopus nigrorum)
- Timorlaubsänger (Phylloscopus presbytes)
- Rotilaubsänger (Phylloscopus rotiensis)
- Makiralaubsänger (Phylloscopus makirensis)
- Celebeslaubsänger (Phylloscopus sarasinorum)
- Insellaubsänger (Phylloscopus poliocephalus)
- Biaklaubsänger (Phylloscopus misoriensis)
- Numforlaubsänger (Phylloscopus maforensis)
- Kulambangra-Laubsänger (Phylloscopus amoenus)
- Hainanlaubsänger (Phylloscopus hainanus)
- Graukopf-Laubsänger (Phylloscopus xanthoschistos)
- Davisonlaubsänger (Phylloscopus intensior)
- Ogilvielaubsänger (Phylloscopus ogilviegranti)